# Anilios splendidus
Anilios splendidus — вид змій родини сліпунів (Typhlopidae). Ендемік Австралії.

## Поширення і екологія
Anilios splendidus відомі за типовим зразком, зібраним на заході Північно-Західного півострова в Західній Австралії. Вони живуть в чагарникових заростях, що ростуть на коралових вапнякових ґрунтах.